# 桑迪里奇 (新澤西州)
桑迪里奇（英語：Sandy Ridge）是位於美國新澤西州亨特登縣的非建制地區。

## 地理
桑迪里奇所處的海拔為高於海平面123米（即404英呎），而該地所採用的時區為UTC-5，即北美东部时区（EST）。同時該地設有夏令時間，為UTC-5調快一小時，即UTC-4（EDT）。